# Vladimír Stehlík
Vladimír Stehlík (11. ledna 1944 Praha – 9. února 2023) byl český architekt, podnikatel a majitel kladenské hutě Poldi.

## Život
Vladimír Stehlík se narodil v roce 1944 v Praze. Vystudoval architekturu na Vysoké škole uměleckoprůmyslové (VŠUP) v Praze. Později na škole působil jako pedagog. Podnikat začal už před rokem 1989. Roku 1990 založil společnost Bohemia Art. V roce 1993 Stehlíkova společnost Bohemia Art získala kladenskou huť Poldi, která se nacházela ve vážných ekonomických problémech. V obálkové soutěži za ni nabídl 1,75 miliardy korun, o miliardu více, než byla druhá nejvyšší nabídka. Společnost Poldi Kladno Stehlík vedl v letech 1993–1996. Jeho působení v podniku Poldi skončilo řadou soudních kauz.
V Archivu bezpečnostních složek České republiky je veden jako agent Státní bezpečnosti pod krycím jménem „Horolezec“ a důvěrník StB s krycím jménem „Estét“.
V roce 2002 ale vyhrál pravomocně soud s Ministerstvem vnitra, že byl jako agent veden neoprávněně.

## Politika
Několikrát se neúspěšně ucházel o politickou funkci. V roce 1996 kandidoval jako nezávislý v senátních volbách v obvodu č. 30 – Kladno. Se 17,24 % hlasů skončil na čtvrtém místě. V roce 2012 oznámil úmysl kandidovat v prezidentských volbách, kandidátem se však nestal. V roce 2013 Stehlík neúspěšně kandidoval ve volbách do Poslanecké sněmovny PČR za stranu Aktiv nezávislých občanů. V roce 2014 za Aktiv nezávislých občanů kandidoval rovněž ve volbách do Evropského parlamentu.
Od roku 2016 byl členem hnutí Občané 2011, později přejmenovaného na Aliance národních sil.